# L・O・V・E・L・Y 〜夢見るLOVELY BOY〜
『L・O・V・E・L・Y ～夢見るLOVELY BOY～』（エル・オー・ブイ・イー・エル・ワイ ゆめみるラブリーボーイ）は、川瀬智子の「Tommy february6」名義の7枚目のシングル。2004年7月14日にデフスターレコーズからリリースされた。

## 解説
- 『L・O・V・E・L・Y ～夢見るLOVELY BOY～』は、『劇場版ポケットモンスター アドバンスジェネレーション 裂空の訪問者 デオキシス』の主題歌。その影響で、CDジャケットやこの曲のPVには、ピカチュウが出演している。ちなみにPVのロケ地はヴィーナスフォートで撮影された[1]。
- 『I ONLY WANT TO BE WITH YOU』は、ダスティ・スプリングフィールドの曲のカヴァーで、TBS系『はなまるマーケット』オープニングテーマ。
- 『エル・オー・ヴィー・イー・エル・ワイ ～ゆめみるラブリーボーイ～（ピカチュウといっしょ★ヴァージョンだよ!）』は、『L・O・V・E・L・Y ～夢見るLOVELY BOY～』のピカチュウ・プラスル・マイナンとの共演版。まゆみおねえさん（須藤まゆみ）がナレーションをしている（一瞬だけTommy february6がでてくる）。原曲同様、『夢見るLOVELY BOY～』は、『劇場版ポケットモンスター アドバンスジェネレーション 裂空の訪問者 デオキシス』のエンディングテーマとして使用されている（原曲終了後、曲の一部が流れる）。歌詞・クレジットはすべて平仮名と片仮名だけで表記されている。
- 発売当時はレーベルゲートCD2での生産だったが、後に通常のCDで再発売されている。初回盤はデジパック仕様。

## 収録曲
1. L・O・V・E・L・Y ～夢見るLOVELY BOY～
（作詞：Tommy february6／作曲・編曲：MALIBU CONVERTIBLE）
2. I ONLY WANT TO BE WITH YOU
（作詞・作曲：HAWKER MIKE、RAYMONDE IVOR／編曲：MALIBU CONVERTIBLE）
3. エル・オー・ヴィー・イー・エル・ワイ ～ゆめみるラブリーボーイ～（ピカチュウといっしょ★ヴァージョンだよ!）
4. L・O・V・E・L・Y ～夢見るLOVELY BOY～（Original Instrumental）

## 収録アルバム
- 『Strawberry Cream Soda Pop “Daydream”』（#1）（2009年2月25日）